# Thái tử phi thăng chức ký
Thái tử phi thăng chức ký (tiếng Anh: :Go Princess Go'; tiếng Trung: 太子妃升职记; bính âm: Tàizǐ fēi shēng zhí jì) là bộ phim webdrama (phim chiếu mạng) gây chú ý nhất màn ảnh vào cuối năm 2015, đầu năm 2016. Bộ phim được chuyển thể từ cuốn tiểu thuyết xuyên không cùng tên của nhà văn Tiên Chanh với sự tham gia của dàn diễn viên trẻ Trương Thiên Ái, Thịnh Nhất Luân, Vu Mông Lung, Quách Tuấn Thần,... và được đạo diễn bởi Lữ Hạo Cát Cát.

## Nội dung chính
Trương Bằng (Trương Lâm Hoán đóng) là một công tử đào hoa thời hiện đại vì trốn bạn gái mà nhảy xuống hồ bơi và vô tình xuyên không về thời cổ đại. Khi tỉnh dậy, Trương Bằng mới nhận ra mình chưa chết nhưng linh hồn lại nằm trong thân xác của Thái tử phi Trương Bồng Bồng (Trương Thiên Ái đóng). Mặc dù tìm đủ mọi cách nhưng Trương Bằng không thể trở về cuộc sống trước đây của mình, anh đành phải tiếp tục cuộc sống trong thân xác của Trương Bồng Bồng.
Trương Bồng Bồng và Thái tử Tề Thịnh (Thịnh Nhất Luân đóng) là vợ chồng nhưng lại không có tình cảm với nhau. Trong khi đó, Tề Thịnh và Triệu Vương phi Giang Ánh Nguyệt (An Vĩnh Sướng đóng) lại có tư tình. Hai người nhiều lần có những hành động thân mật nhưng Trương Bồng Bồng cũng chẳng thèm để ý đến.
Trong một lần cùng Tề Thịnh về nhà mẹ đẻ là Trương Gia, Trương Bồng Bồng đã uống say và qua đêm cùng Tề Thịnh. Chuyện này khiến cho một người vốn là nam nhân như Trương Bồng Bồng không thể tin nổi. Mọi chuyện dần lắng xuống thì Trương Bồng Bồng bị Tề Thịnh sai người ám hại. Chính hành động này khiến Trương Bồng Bồng quyết định cùng với Cửu Vương (Vu Mông Lung đóng) và Dương Nghiêm (Quách Tuấn Thần đóng) cùng lập mưu tạo phản.
Về sau, Trương Bồng Bồng mang thai. Tề Thịnh cũng dần thay đổi, quan tâm đến Trương Bồng Bồng hơn và khiến cô dần nảy sinh tình cảm với Tề Thịnh...

## Diễn viên
- Trương Thiên Ái vai Trương Bồng Bồng
- Thịnh Nhất Luân vai Tề Thịnh
- Vu Mông Lung vai Cửu Vương
- Quách Tuấn Thần vai Dương Nghiêm
- Hải Linh vai Lục Ly
- Giang Kỳ Lâm vai Triệu Vương
- An Vĩnh Sướng vai Giang Ánh Nguyệt
- Trần Thực vai Thái Hoàng Thái Hậu
- Bành Dục Sướng vai Cường công công